# Winslow Homer

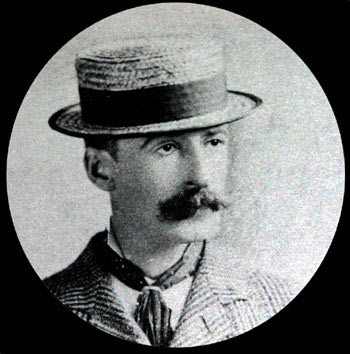
Winslow Homer op een foto uit 1880 door Napoleon Sarony, New York

Winslow Homer (Boston, 24 februari 1836 – Prout's Neck, Maine, 29 september 1910) was een Amerikaans lithograaf, tekenaar en kunstschilder. Hij wordt door velen beschouwd als de belangrijkste Amerikaanse schilder uit de 19e eeuw. Homer is een vertegenwoordiger van de realistische genreschilderkunst. Hij was een uitstekend dierschilder en maakte veel aquarellen. Hij was befaamd om zijn zeegezichten.

## Vroege carrière
Winslow Homer volgde een opleiding in de lithografie en werkte vervolgens als illustrator voor kranten, eerst in Boston en later in New York, waar hij vanaf 1859 woonde.
In 1861 maakte hij een korte tijd studie van het werken in olieverf. Hij kreeg datzelfde jaar van het nog vrij jonge politieke weekblad Harper's Weekly de opdracht tekeningen te maken bij reportages over de Amerikaanse Burgeroorlog, waaraan het blad veel aandacht besteedde.
De aan het front gemaakte schetsen en tekeningen werkte hij later ook uit in olieverf. De illustraties waren aanvankelijk vrij oppervlakkig en anekdotisch van aard, maar tegen het eind van de oorlog kregen ze meer diepgang en toonden ze begrip voor de betekenis en de ingrijpende gevolgen van de strijd, getuige onder meer het hiernaast afgebeelde schilderij, dat hem het lidmaatschap van de academie zou bezorgen.
Na de oorlog, aan het eind van de jaren 1860 en het decennium daarna, vervaardigde hij een grote hoeveelheid werken, zowel krantenillustraties als schilderijen. Hij zocht zijn inspiratie in de populaire badplaatsen in Massachusetts en New Jersey, en in de natuur in de landelijke omgeving van New York en New Hampshire.

## Frankrijk en Engeland
Afgezien van reizen door zijn eigen land, maakte Homer twee reizen naar het buitenland. Eind 1866 reisde hij naar Frankrijk. Hij bezocht er onder meer de wereldtentoonstelling van 1867 in Parijs, waar twee van zijn werken werden tentoongesteld. Ook bereisde hij het Franse platteland en nam kennis van het werk van zijn Franse tijdgenoten. Hij verbleef er bijna een jaar.
Zijn tweede buitenlandse reis, die hij begon in 1881, ging naar Engeland, waar hij twee jaar zou doorbrengen. Hij verbleef korte tijd in Londen, maar vestigde zich voor zijn verdere verblijf in het kuststadje Cullercoats in het noordoosten van het land. Hij bestudeerde er het leven van de inwoners, met name dat van de vissers en de vissersvrouwen, die hij afbeeldde bij hun dagelijkse bezigheden. Deze indrukken hadden grote invloed op de verdere ontwikkeling van zijn werk.

## Maine
Na zijn terugkeer naar Amerika in 1883 werden de kust en de zee belangrijke thema's in Homers werk. Hij verhuisde naar Prout's Neck in Maine, waar hij de rest van zijn leven zou blijven wonen. Wel maakte hij nog diverse (vakantie)reizen door de Verenigde Staten en naar Canada en het Caribisch gebied. Hij specialiseerde zich verder in het vervaardigen van aquarellen, wat hem de mogelijkheid bood snel te werken, en de zee en het leven aan de kust bleef zijn belangrijkste thema.

## Galerij

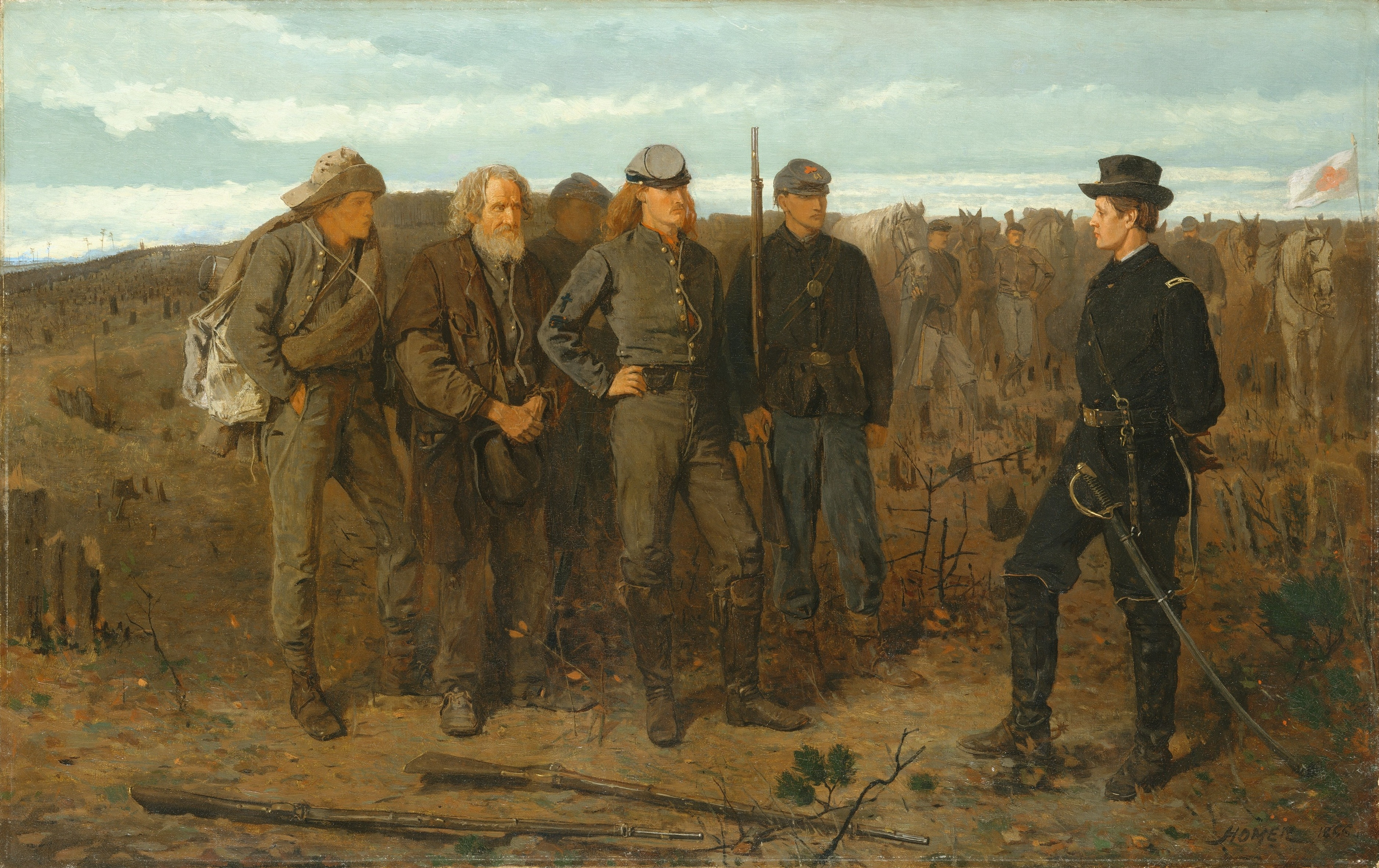
Gevangenen aan het front, 1866, Metropolitan Museum of Art, New York
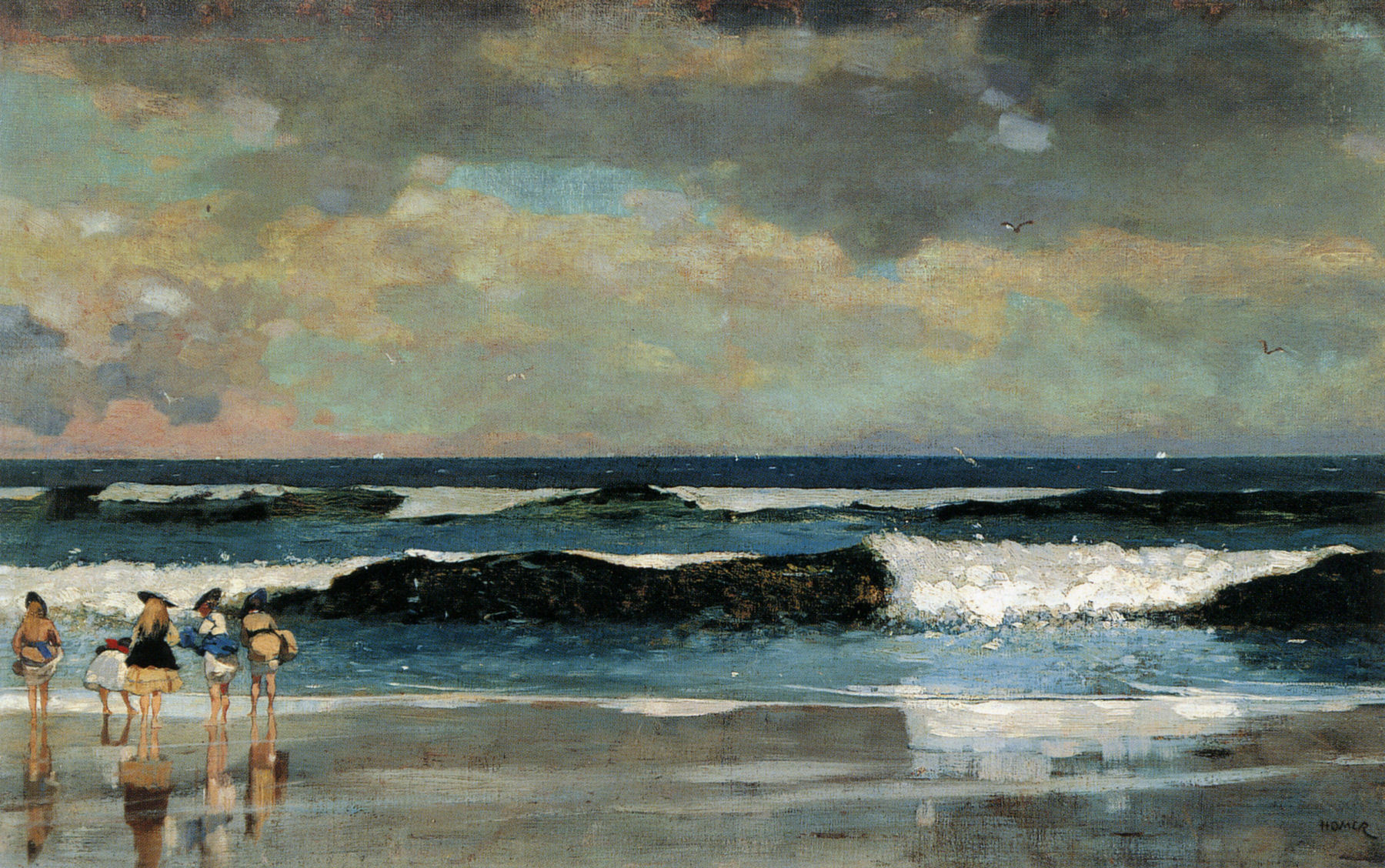
On the Beach, ca. 1869, Arkell Museum, Canajoharie NY
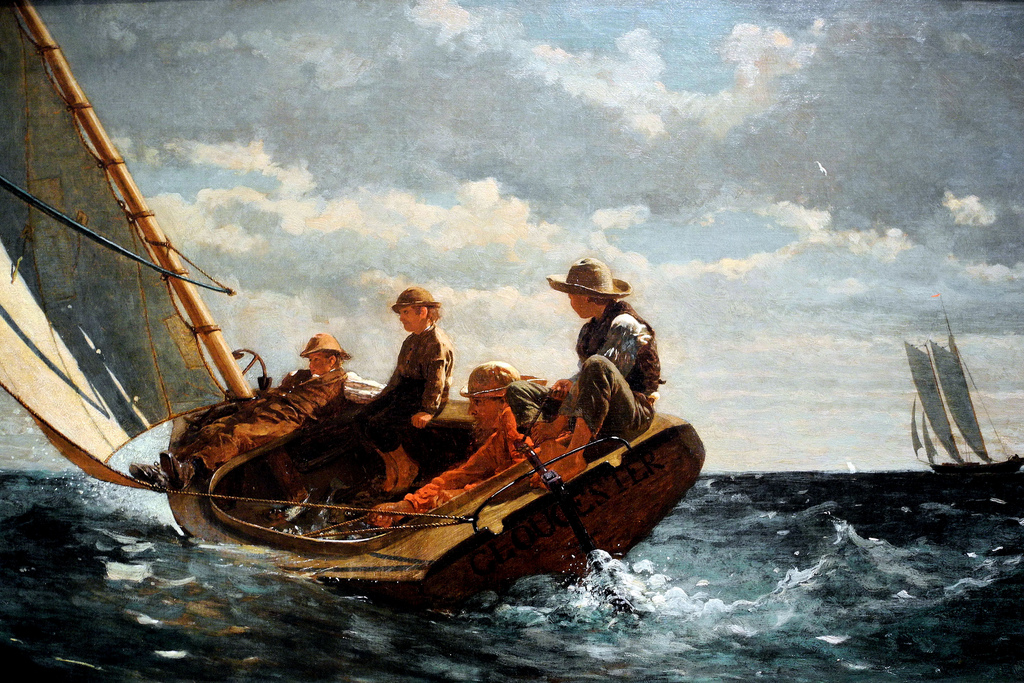
Breezing Up, 1878, Brooklyn Museum, New York
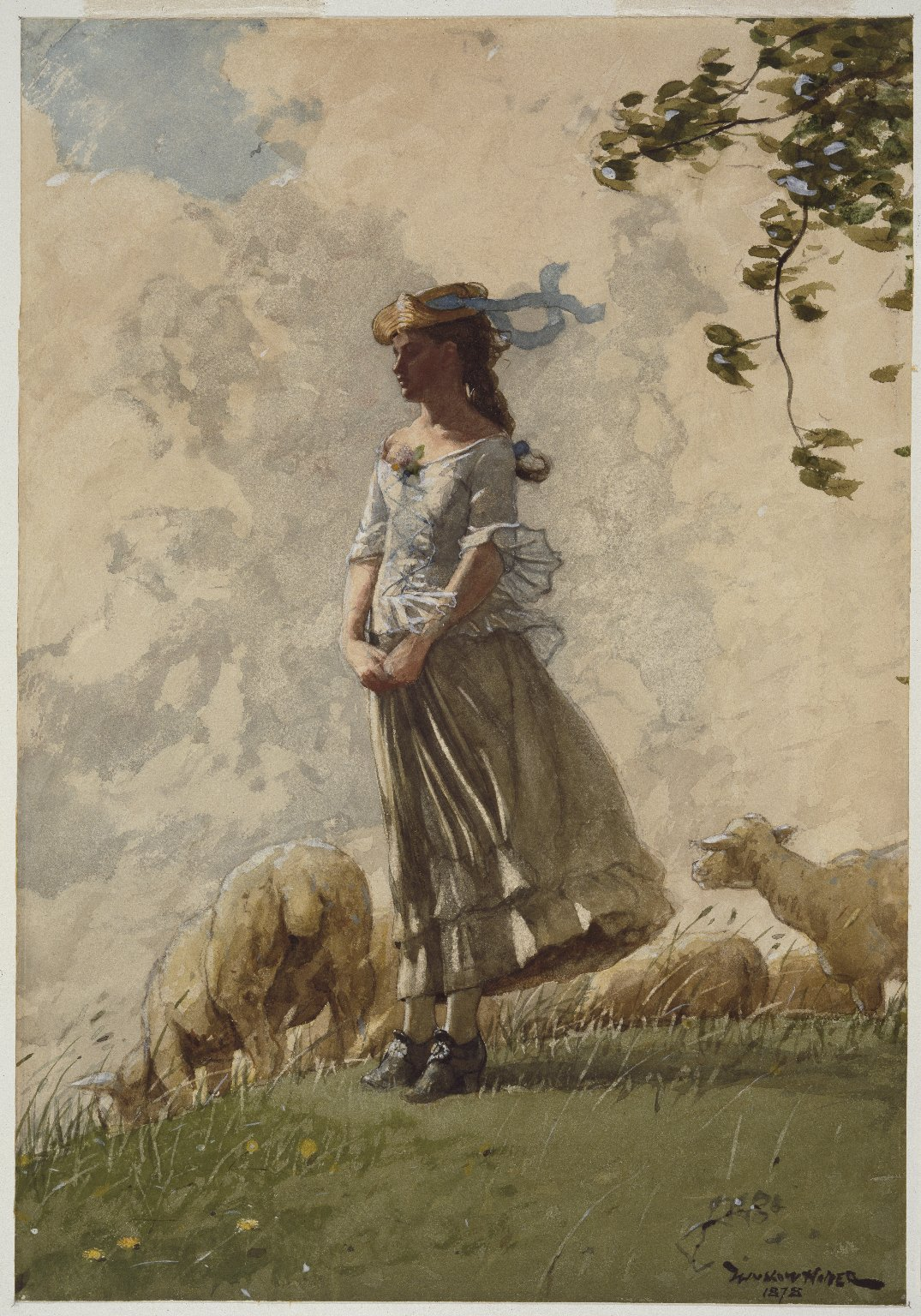
Fresh Air, 1878, Brooklyn Museum, New York
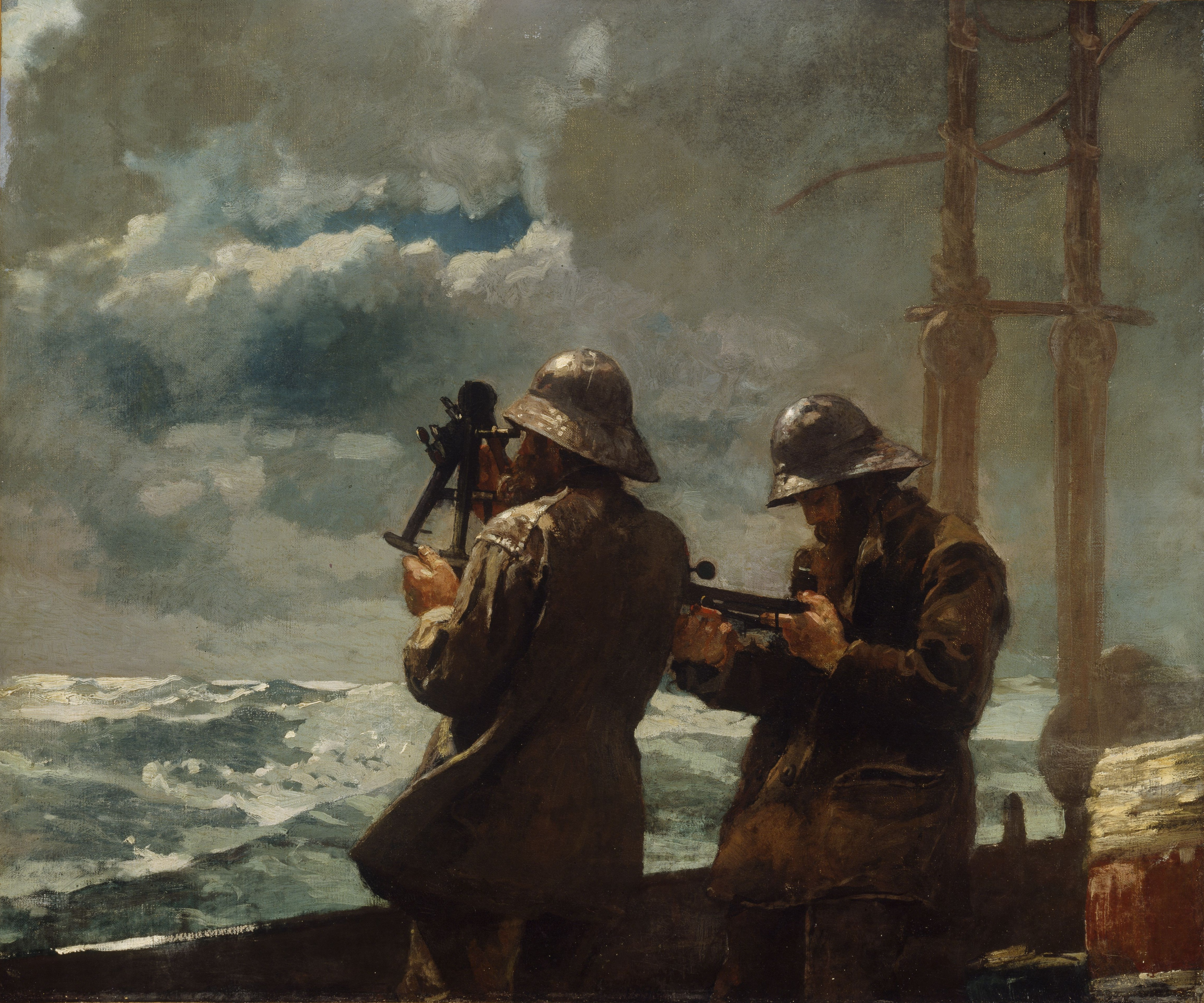
Eight Bells, olieverf op doek, 1886

## Collectieaquarellenin hetMetropolitan Museum of Art, New York (selectie)

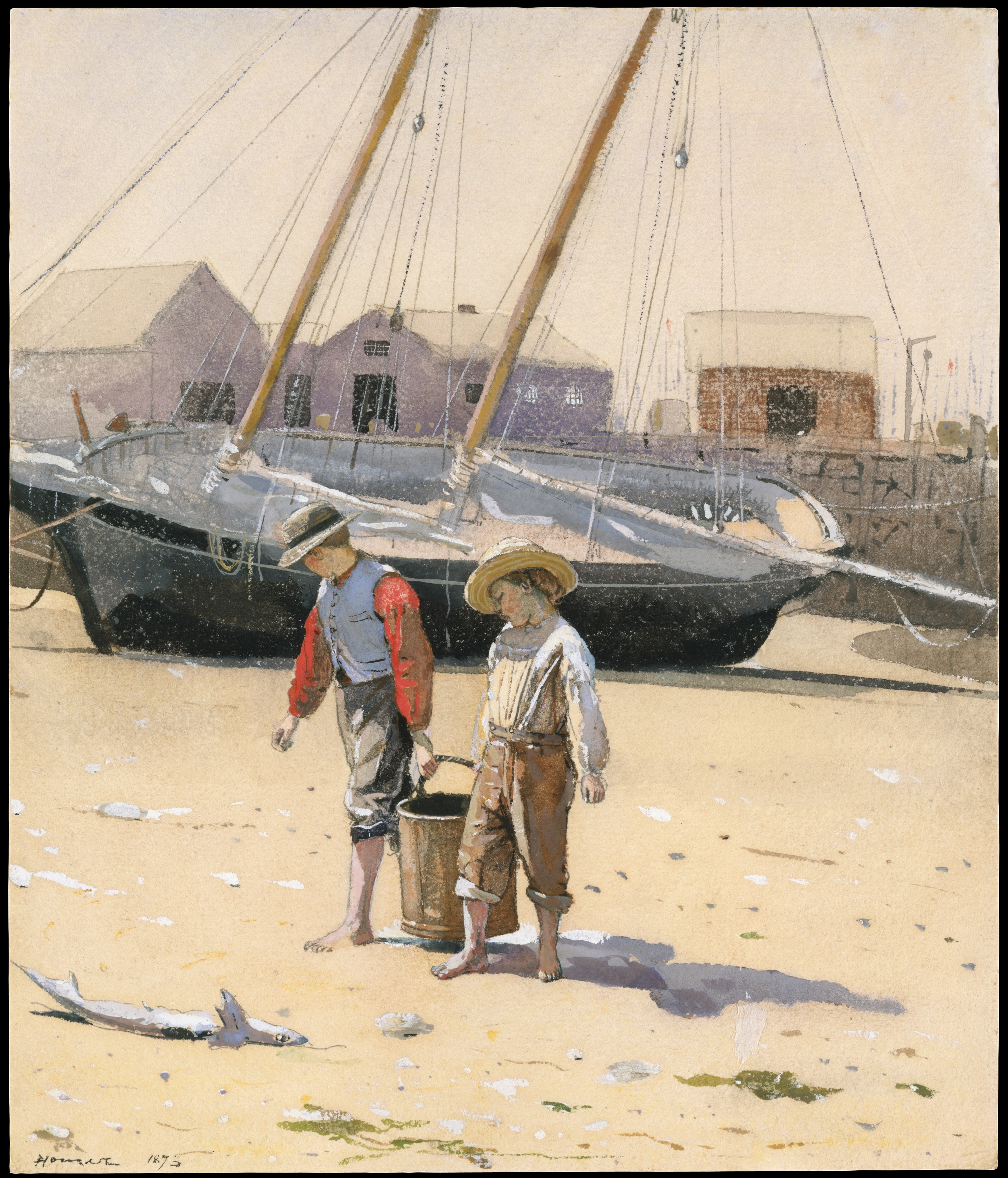
A Basket of Clams, 1873, waterverf op aquarelpapier (29,2 x 24,8 cm)
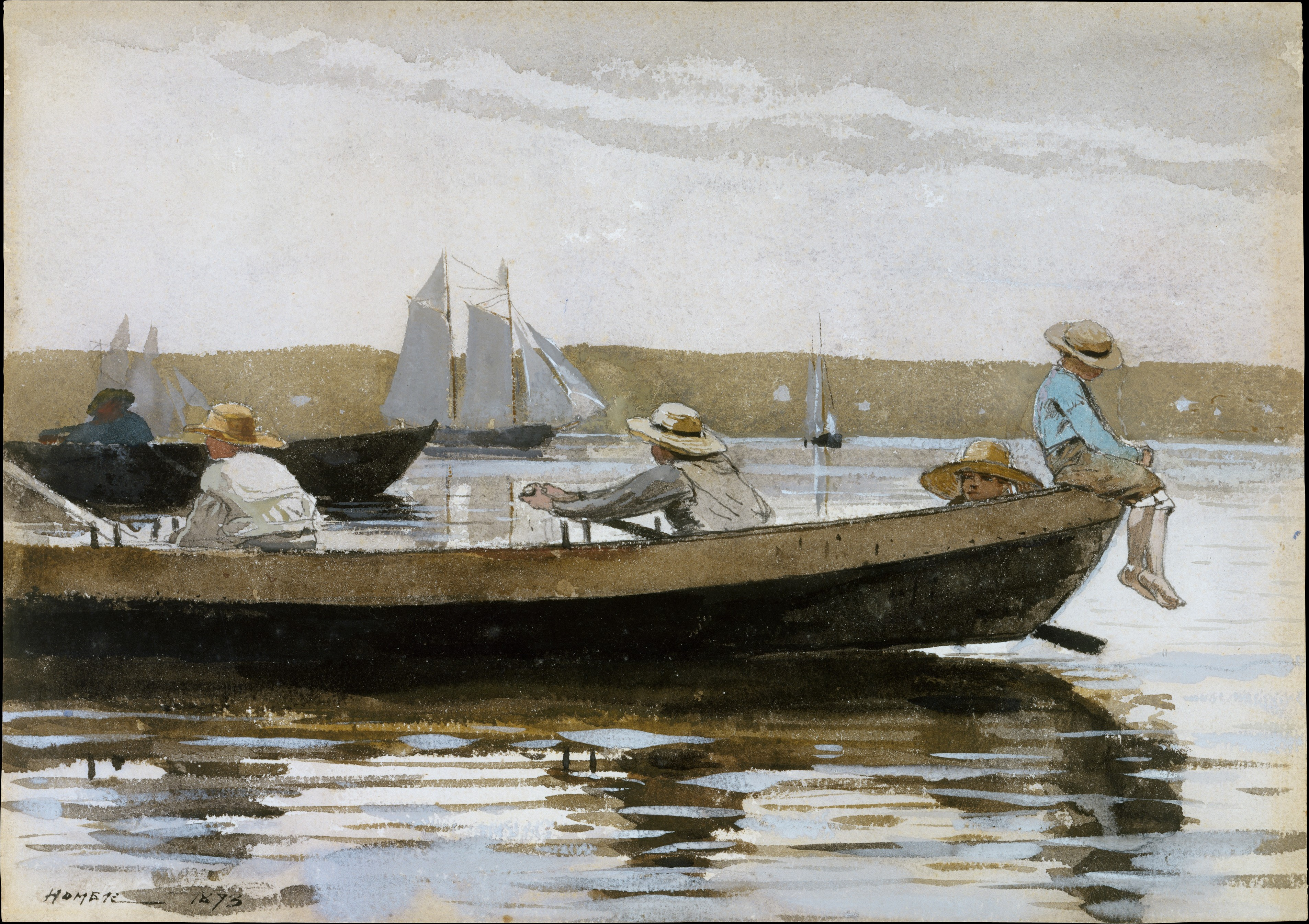
Boys in a Dory, 1873, waterverf en gouache op een ondertekening van grafiet op wit velijnpapier (24,8 x 35,2 cm)
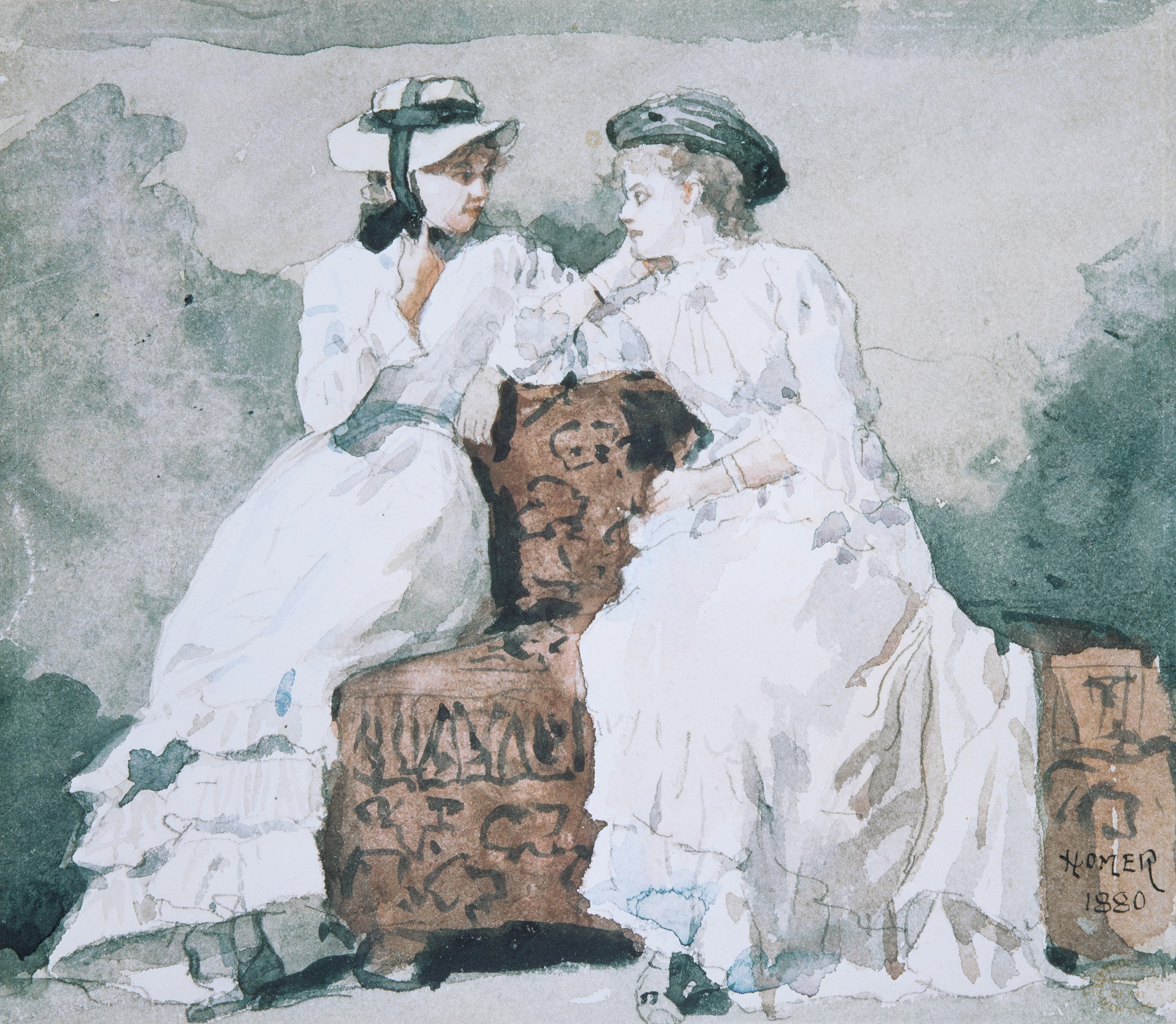
Two Ladies, 1880, waterverf en grafiet op gebroken wit aquarelpapier (17,6 x 20,2 cm)
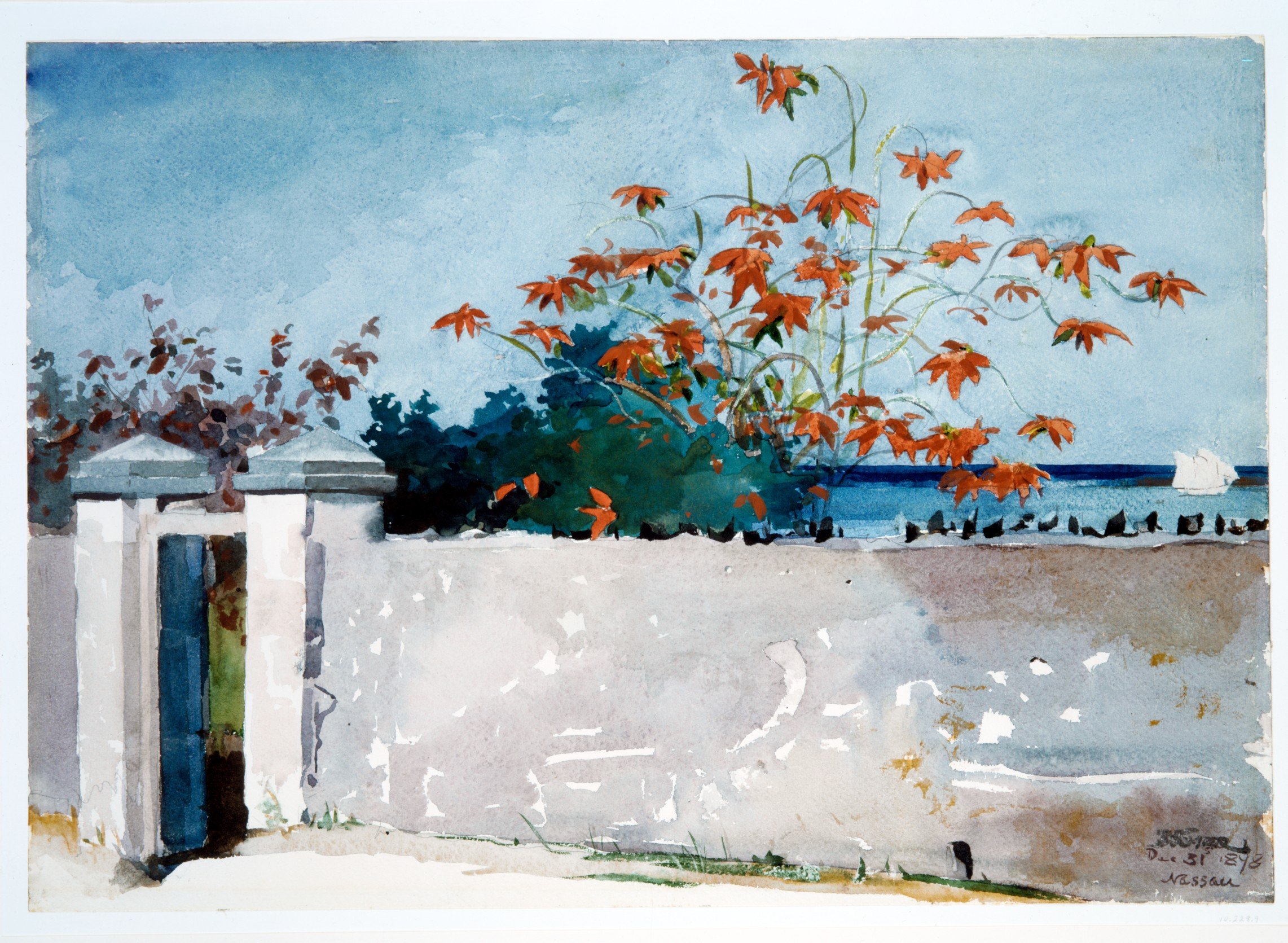
A Wall, Nassau, 1898, waterverf en grafiet op gebroken wit aquarelpapier (37,8 x 54,3 cm)
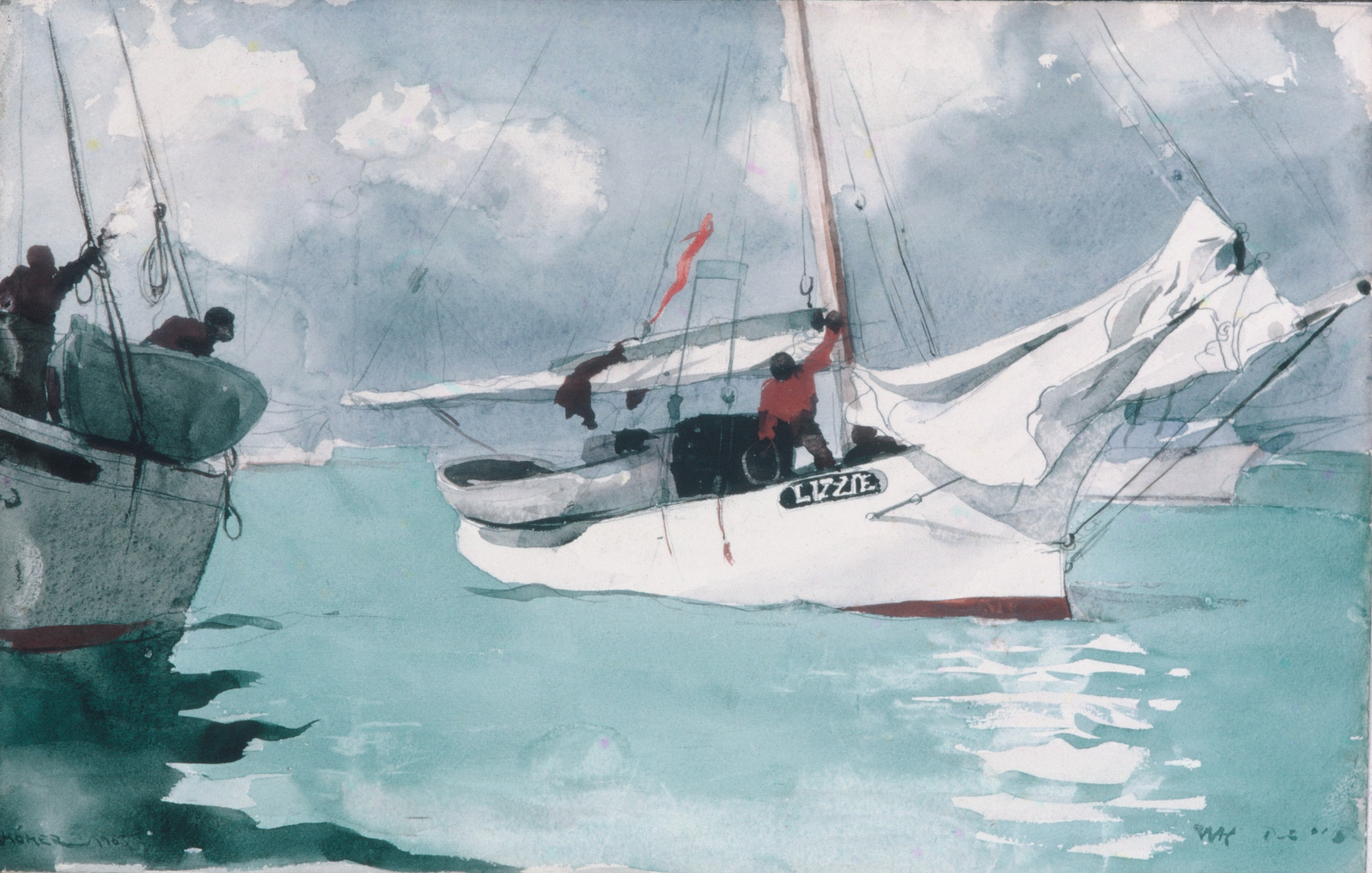
Fishing Boats, Key West, 1903, waterverf en grafiet op aquarelpapier (35,4 × 55,2 cm)